# 사회조사분석사
사회조사분석사(社會調査分析士, Survey Analyst)는 대한민국의 국가기술자격이다. 통계학 분야 관련 직책을 수행할 수 있는지를 평가하고 인증하는 자격 제도이다.

## 참고 문헌
- “사회조사분석사 2급”. 《큐넷》. 한국산업인력공단.
- “사회조사분석사 1급”. 《큐넷》. 한국산업인력공단.
- 〈사회조사분석사〉. 《자격증 사전》. SS직업문제연구소.
- 〈사회조사분석사 2급〉. 《자격증 사전》. SS직업문제연구소.
- 〈사회조사분석사 1급〉. 《자격증 사전》. SS직업문제연구소.

## 같이 보기
- SPSS
- SAS (소프트웨어)
- 미니탭
- ISP (소프트웨어)
- 시그마 스펙트럼